# Везиров, Сулейман Азадович
Сулейман Азадович Вези́ров (азерб. Süleyman Azad oğlu Vəzirov; 1910—1973) — советский государственный деятель, организатор нефтяной промышленности.

## Биография
Родился 5 (18 ноября) 1910 года в Баку в семье ротмистра Азад-бека Везирова. С 1918 года Сулейман Везиров учился в Шушинском реальном училище, затем поступил в Бакинский промышленно-экономический техникум. После окончания техникума в 1927 году трудился замерщиком нефти на Биби-Эйбате, техником на морском нефтяном промысле «Бухта Ильича». В 1928 году С. А. Везиров поступил на горный факультет АзПИ, который окончил в 1932 году по специальности «горный инженер — нефтепромысловик». Трудился на месторождения на острове Артём в Азербайджанской ССР.
С 1940 года — главный инженер «Азнефтекомбината», с 1942 года — начальник «Азнефтекомбината». Благодаря его деятельности нефтяники Азербайджана во время Великой Отечественной войны добыли 75 миллион тонн нефти, отгрузили 22 миллиона тонн бензина и других нефтепродуктов.
Указом Президиума Верховного Совета СССР «О присвоении звания Героя Социалистического Труда работникам нефтяной промышленности» от 24 января 1944 года за «выдающиеся заслуги в деле увеличения добычи нефти, выработки нефтепродуктов, разведки новых нефтяных месторождений и бурения нефтяных скважин» удостоен звания Героя Социалистического Труда с вручением ордена Ленина и медали «Золотая Звезда».
В последующие годы: начальник Главного управления по добыче нефти южных и западных районов Министерства нефтяной промышленности СССР (1946—1949), начальник Управления «Туркменнефть» (1949—1953), министр нефтяной промышленности (1954—1959), председатель СНХ (1959—1965), заместитель Председателя Совета Министров (1965—1970), заместитель Председателя Президиума ВС АзССР (1970—1973).
В 1948 году в сотрудничестве с инженером Ф. Г. Бароняном предложил первую герметизированную систему сбора нефти и газа, которая была внедрена на нефтяных месторождениях Азербайджана.
Будучи начальником Управления «Туркменнефть» (1949—1953) руководил проведением широкомасштабных геологоразведочных работ на территории Западного Туркменистана, которое увенчалось открытием нефтяного месторождения Кум-Даг (1948) и глубоких залежей на Челекенском нефтяном месторождении (1952), возродивших этот нефтегазоносный район. За открытие месторождения нефтяного Кум-Даг присуждена Сталинская премия (1951).
Избирался депутатом Верховного Совета СССР 3, 5 и 6 созывов, депутатом Верховного Совета Азербайджанской ССР 4, 7 — 8 созывов, делегатом XX и XXII съездов КПСС.
Умер 7 февраля 1973 года. Похоронен в Баку на Аллее почётного захоронения.

## Награды и премии
- четыре ордена Ленина (27.4.1940; 24.1.1944; 8.1.1948; 19.3.1959)
- шесть орденов Трудового Красного Знамени (6.2.1942; 28.1.1950; 15.5.1951; 10.12.1960; 23.5.1966; 25.8.1971)
- Сталинская премия третьей степени (1951) — за открытие и освоение нового нефтяного месторождения Кум-Даг в Западном Туркменистане.